# Sénac
Sénac település Franciaországban, Hautes-Pyrénées megyében. Lakosainak száma 291 fő (2022. január 1.). Sénac Mingot, Montégut-Arros, Lacassagne, Lescurry, Mansan és Saint-Sever-de-Rustan községekkel határos.

## Népesség
A település népessége az elmúlt években az alábbi módon változott:
| Lakosok száma | 290  | 302  | 306  | 296  | 293  | 291  | 292  | 289  | 291  |
|               | 2013 | 2015 | 2016 | 2017 | 2018 | 2019 | 2020 | 2021 | 2022 |